# Rivière Despreux
Pour les articles homonymes, voir Despreux.
Ne doit pas être confondu avec Despréaux.
La rivière Despreux est un affluent de la rivière Harricana coulant dans la municipalité d'Eeyou Istchee Baie-James, en Jamésie, dans la région administrative du Nord-du-Québec (Canada).

## Géographie
Les principaux bassins versants voisins de la rivière Despreux sont :
- côté nord : rivière Breynat, rivière Harricana, rivière Joncas ;
- côté est : rivière Harricana, rivière Joncas ;
- côté sud : rivière Turgeon, rivière Martigny ;
- côté ouest : rivière Breynat, rivière Malouin, rivière Mannerelle.

La rivière Despreux tire sa source d'un lac non nommé (altitude : 255 m) situé à cinq kilomètres à l'est du lac Haltère (d), à l'ouest de la rivière Harricana.
À partir de la source, la rivière Despreux coule sur environ 50 km selon les segments suivants :
- vers le nord, jusqu'à la décharge du lac Despreux venant du sud-est;
- vers le nord, jusqu'à un ruisseau venant du sud ;
- vers le nord-est, jusqu'à son embouchure[2]

La rivière Despreux se déverse sur la rive gauche de la rivière Harricana face à l'Île des Sept Milles, à l'est de la frontière de l'Ontario, au nord-ouest du centre-ville de Matagami.

## Toponymie
Le toponyme rivière Despreux a été officialisé le 5 décembre 1968 à la Commission de toponymie du Québec, soit lors de sa fondation.